# Oedipus der Tyrann

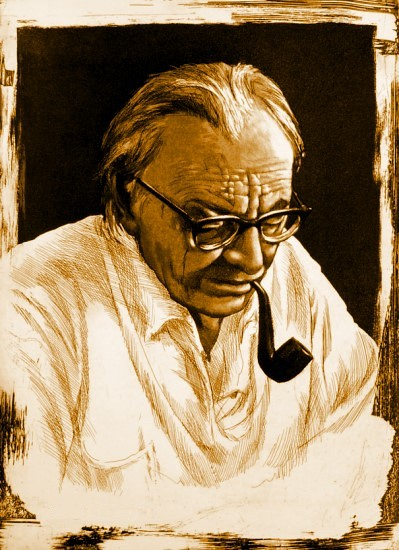
Carl Orff.

Oedipus der Tyrann est un opéra en cinq actes du compositeur allemand Carl Orff. Le livret est identique à la tragédie Οἰδίπους τύραννος / Oidípous túrannos (Œdipe roi, en latin Œdipus rex) du poète grec ancien Sophocle dans la traduction allemande de Friedrich Hölderlin. Comme dans le cas de son opéra précédent, Antigonae, dans la partition de Oedipus der Tyrann le compositeur a créé le modèle d’un Literaturoper (en) L'œuvre a été créée le 11 décembre 1959 à l’Opéra de Stuttgart sous la direction musicale de Ferdinand Leitner et dans la régie de Günther Rennert avec une scénographie et costumes de Caspar Neher.

## Personnages
- Jocaste (soprano)
- Créon, roi de Thèbes (baryton)
- Tirésias, devin (ténor)
- Un prêtre (ténor)
- Un messager de Corinthe (basse)
- Un messager de Lajos (basse)
- Un autre messager (basse)
- 1. chef de chœur
- 2. chef de chœur
- les vieux Thébains (chœur)

## Argument
Le prologue de la pièce s'ouvre sur l'audience accordée par Œdipe, roi de Thèbes, à un prêtre et à son peuple venus le supplier de découvrir l'origine de la peste qui s'abat sur la ville. Œdipe est adoré de son peuple, car il a su vaincre la terrible sphinx (ou sphinge) qui désolait la ville en posant aux voyageurs des énigmes insolubles et en les dévorant lorsqu'ils s'avéraient incapables de répondre. En triomphant de la sphinx, Œdipe a gagné le droit d'épouser la reine de la ville, Jocaste, et de monter sur le trône, remplaçant ainsi l'ancien roi et époux de Jocaste, Laïos, mort dans des circonstances mal connues. Pour les suppliants, Œdipe est le seul à pouvoir faire toute la lumière sur le fléau qui ravage la ville. Mais Œdipe avait prévenu la demande du prêtre et envoyé son beau-frère, Créon, se renseigner auprès de l'oracle de Delphes. À son retour, Créon explique que le dieu Apollon est courroucé par la mort de Laïos, qui n'a pas été élucidée et dont le meurtrier court toujours. Œdipe se déclare prêt à aller jusqu'au bout afin de découvrir la vérité et de châtier le coupable. Suit la parodos, l'entrée du chœur tragique, qui déplore le fléau qui frappe Thèbes.
Dans le premier épisode, Œdipe reçoit le devin Tirésias. Tirésias refuse d'abord de parler, ce qui provoque la colère d'Œdipe. Contraint à parler, Tirésias finit par déclarer que la souillure qui a attiré la peste sur Thèbes n'est autre qu'Œdipe. Cela ne fait qu'augmenter la fureur du roi, qui traite le devin avec mépris, raille ses dons de divination et le soupçonne de comploter avec Créon. Tirésias avertit Œdipe qu'il court à sa perte, puis fait allusion à ses parents, qu'Œdipe n'a jamais connus. Avant de se retirer, il précise à Œdipe que le meurtrier est un Thébain, non un étranger, qu'il est coupable d'inceste et de parricide, et qu'il sera aveugle et mendiant après avoir vécu longtemps dans l'opulence. Suit le premier stasimon, chant du chœur qui s'interroge sur les propos énigmatiques de Tirésias et renouvelle sa confiance en Œdipe.
Le deuxième épisode voit une confrontation entre Œdipe et Créon, venu se défendre des soupçons portés sur lui. Œdipe interroge Créon sur les circonstances de la mort de Laïos et sur l'enquête menée alors, qui n'avait abouti à rien. Créon réaffirme sa loyauté envers Œdipe, mais ce dernier, furieux, veut le condamner à mort. Créon essaie de le convaincre de ne pas agir avant que la vérité ne soit connue. Jocaste survient et, aidée du coryphée, tente de fléchir Œdipe, qui finit par se contenter de bannir Créon. Après qu'Œdipe a rapporté sa discussion à Jocaste, celle-ci se livre à des confidences et lui livre l'objet d'une prophétie qui lui est dédiée indirectement : il tuera ses parents. Œdipe interroge alors Jocaste sur le lieu et le moment du meurtre, sur l'apparence de Laïos et sur le nombre de ses serviteurs au moment de sa mort. Jocaste répond et dit tenir ces informations de l'unique serviteur à avoir échappé au massacre de Laïos et de sa suite. Œdipe, de plus en plus troublé, ordonne de faire appeler le serviteur.
Dans l'intervalle, Œdipe raconte à Jocaste son enfance. Il se croyait fils de Polybe, le roi de Corinthe, mais après avoir été traité de bâtard par un homme ivre lors d'un banquet, il alla consulter l'oracle de Delphes afin de connaître l'identité de ses vrais parents. Mais l'oracle refusa de lui répondre et lui prédit seulement qu'il se rendrait un jour coupable de parricide et d'inceste. Terrifié, Œdipe renonça à retourner à Corinthe chez ceux qu'il croyait ses parents. Il partit sur les routes, et, parvenu à un carrefour, il rencontra un vieil homme en chariot accompagné de serviteurs : une altercation survient, et Œdipe, après avoir reçu un coup de fouet d'un des serviteurs, tue tout le groupe. Œdipe craint que l'homme du chariot ne soit autre que Laïos : cela voudrait dire qu'il est bien le meurtrier du précédent roi de Thèbes et qu'il a épousé la femme de sa victime. Œdipe et Jocaste placent tout leur espoir dans le fait que le serviteur, un berger, avait parlé de plusieurs assassins et non d'un seul. Suit le deuxième stasimon, dans lequel le chœur déclare craindre l'hybris, la démesure, qui change les rois en tyrans, et en appelle à la Justice.
Le troisième épisode s'ouvre sur l'arrivée d'un messager, un vieillard, qui apprend à tous la mort de Polybe, roi de Corinthe, qu'Œdipe croit être son père. Les habitants de la ville veulent couronner Œdipe. La nouvelle est triste mais aussi rassurante : si le père d'Œdipe est mort, Œdipe ne pourra jamais être parricide. Œdipe se réjouit et raille les oracles, mais craint toujours l'inceste, car la femme de Polybe, Mérope, est toujours en vie. Le vieillard, croyant rassurer Œdipe, lui révèle alors que Polybe et Mérope ne sont pas ses vrais parents, mais seulement ses parents adoptifs. C'est le vieux serviteur qui le leur avait confié encore nouveau-né après qu'Œdipe a été découvert abandonné sur le mont Cithéron, les chevilles transpercées, d'où son nom d'Œdipe, qui signifie « pieds enflés ». Le vieillard précise qu'il ne l'a pas découvert lui-même : Œdipe lui a été remis par un autre serviteur, un berger serviteur de Laïos. Ce serviteur s'avère être le berger qu'Œdipe recherchait. Mais Jocaste, soudain troublée, refuse de faire paraître cet homme. Elle tente d'empêcher Œdipe de poursuivre son enquête, puis se retire brusquement dans le palais. Après un hyporchème (en) (un bref chant du chœur, dansé) évoquant le mont Cithéron, Œdipe, toujours accompagné du vieillard messager, peut enfin interroger le berger. Le vieux berger est réticent à parler, mais Œdipe le force à parler. Le berger révèle alors qu'il avait reçu Œdipe nourrisson des mains de Jocaste et était chargé de le tuer, mais a préféré le remettre au serviteur, qui l'a à son tour confié à Polybe et Mérope. La vérité est complète : Œdipe n'est pas le fils de Polybe et de Mérope, mais l'enfant de Laïos et de Jocaste. Il est le meurtrier de Laïos, son père, et la femme qu'il a épousée, Jocaste, est sa propre mère. Suit le troisième stasimon dans lequel le chœur horrifié déplore ce retournement du sort.
L'exodos, la sortie du chœur, commence avec l'arrivée d'un serviteur qui raconte à tous le dénouement. La reine Jocaste s'est pendue dans le palais. Œdipe, arrivé trop tard pour empêcher le suicide, s'est crevé les yeux pour ne plus voir la lumière du jour. Œdipe revient alors sur scène, désormais aveugle. Il se lamente sur son sort horrible, puis demande à Créon de le bannir. Créon, ayant pris conseil auprès de l'oracle d'Apollon, bannit en effet Œdipe, mais lui permet de parler une dernière fois avec ses deux filles, Antigone et Ismène, nées de son inceste. Le coryphée clôt la pièce en affirmant la puissance du destin.

## Musique
La mise en musique de la traduction de Sophocle du poète allemand Friedrich Hölderlin (1804) par Carl Orff signifiait la création d'une nouvelle forme de théâtre musical dans lequel le texte lui-même est musicalisé par la déclamation des voix chantantes. Une réduction extraordinaire des structures intervallaires de la musique, liée à la prédominance des éléments rythmiques, forme la caractéristique essentielle du style tardif de Carl Orff. Le renoncement d'Orff à la grammaire de la tonalité harmonique a permis au compositeur, en tant qu'équivalent musical du langage archaïque de Hölderlin, de faire de la voix chantante déclamante elle-même le véhicule de l'action. Contrairement aux grands chœurs de la partition d’Antigonae, qui souvent utilisent le chœur chantant à l'unisson sur la base de vastes accompagnements rythmés, dans la partition de Oedipus der Tyrann le compositeur a confié de nombreux passages du texte à la voix parlée des membres individuels du chœur. Dans sa partition suivante, l’opéra  Prometheus (Stuttgart 1968), entièrement presenté en grec ancien, le compositeur a de nouveau renoncé à cette utilisation de la voix parlée sans notation rythmique. Comme Pietro Massa a pu montrer, l’intérêt de la philologie classique allemande après la Deuxième Guerre mondiale pour les traductions de Hölderlin sous l'influence de Martin Heidegger a été une raison importante pour la décision d'Orff de mettre en musique le texte intégral de la traduction de Hölderlin. Un échange d'idées intensif  le philologue classique Wolfgang Schadewaldt, professeur ordinaire de philologie à l’université de Tubingen, avec le musicologue Thrasybulos Georgiades ainsi qu'avec Wieland Wagner a accompagné le processus de création des opéras d'Orff basés sur les drames de l’Antiquité grecque.
La concentration de la pensée musicale sur un ensemble d'instruments de percussion à hauteur définie et indéfinie, né certainement à l'origine de la fascination que le seul groupe encore en pleine évolution de l'orchestre a exercé sur les compositeurs du XXe siècle, semble également être une véritable solution de brevet pour un compositeur qui ne souhaitait créer des nouvelles organisations des hauteurs du son, mais qui préferait une organisation nouvelle du timbre orchestrale. L'idée d'une coopération différenciée basée sur la division du travail, qui a distingué l'orchestre de musique d'art occidental qui s'est développé organiquement au cours des siècles, dans l'orchestre des opéras d'Orff sur les traductions de Hölderlin apparaît projétée sur des constellations d'instruments jusque-là inconnues dans la musique d'art européenne. Dans la partition d’Oedipus der Tyrann, le piano et les xylophones, qui dans l'orchestre traditionnel étaient souvent confiés à des tâches marginales, jouent le rôle que les instruments à cordes ont joué dans l’orchestre de la musique classique viennoise. Les instruments traditionnels de tradition orchestrale européenne – tels que flûtes, hautbois, trombones et contrebasses – revêtent dans la partition de Oedipus der Tyrann les fonctions qui, das l’orchestre symphonique du XIXe siècle, étaitent réservées aux instruments à percussion: En tant que timbres spéciaux avec un attrait sonore presque exotique, ils ne sont utilisés que pour des tâches spéciales, motivées par la dramaturgie.
Dans l'histoire de l'histoire de la musique, les opéras antiques d'Orff apparaissent comme un parcours spécial extraordinairement original du théâtre musical après 1950, qui a reçu plus d'attention dans les années depuis 2000, notamment en raison de la relation entre le langage musical d'Orff et les tendances de la musique répétitive. Des trois opéras antiques, Oedipus der Tyrann a pu moins s'affirmer dans le répertoire, puisque l'opéra Oedipus Rex de Igor Stravinsky (Paris, Théâtre Sarah-Bernhardt, 1927) sur la poésie de Jean Cocteau  traduite en latin, a dominé le répertoire depuis sa création.

## Orchestre
Comme la partition de l’opéra Antigonae (Salzburg 1949), la partition d`Oedipus der Tyrann d'Orff offre une composition orchestrale unique dans l'histoire de la musique:
- 6 pianos à queue avec 10 pianistes
- 4 harpes
- 1 mandoline
- 1 célesta
- 1 harmonica de verre
- 9 contrebasses

- 6 flûtes, tous aussi piccolos, 2 flûtes alto
- 6 hautbois
- 6 trombones
- 1 organon

La grosse batterie nécessite de dix à quinze joueurs :
- 5 à 6 timpani
- 1 lithophone
- 2 xylophones
- 5 à 6 "Trogxylophone" (xylophones ténor)
- 2 xylophones basses
- 5 tambours en bois de dimensions différentes
- 1 Guero
- 2 Bongos
- 2 Timbales
- 1 grand Tomtom
- 3 Congas
- 2 grosse caisses
- 6 tambourins
- 1 paire de castagnettes
- 3 triangle
- 1 sistre
- 3 cymbales (turques)
- 3 cymbales suspendues (turques)
- cymbales antiques
- cloches tubulaires
- 3 glockenspiele
- 1 métallophone
- 3 à 5 tamtams de dimensions différentes
- 2 gong javanais en Ut et ut

derrière la scène :
- 8 trompettes
- plusieurs tamtams percutés par des cymbales

Les "Trogxylophone" sont des instruments du Orff-Schulwerk; en raison de leur disposition chromatique des tiges, ils sont les seuls xylophones qui permettent l'exécution des glissandi chromatiques. Puisqu’ils ne sont que rarement utilisés dans les orchestres symphoniques, la majorité des xylophones profonds sont remplacés par les marimba dans la pratique orchestrale actuelle.
Alors que les parties des percussionnistes au moment de la première exigeaient des musiciens considérables, grâce au développement extraordinaire de la technique de la percussion au cours des dernières décennies, la partition d'Orff n'offre plus d'obstacles insurmontables.

## Enregistrements

### Audio
- Gerhard Stolze, Astrid Varnay, Hans Baur, Fritz Wunderlich, Willy Domgraf-Fassbaender, Hubert Buchta, Hans Günter Nöcker ; Orchester und Chor der Württembergischen Staatsoper Stuttgart, chef d'orchestre : Ferdinand Leitner. Première mondiale 1959.
- Gerhard Stolze, Astrid Varnay, Keith Engen, James Harper, Karl Christian Kohn, Hubert Buchta, Hans Günter Nöcker, Rolf Boysen, Heinz Cramer, Carlos Alexander ; Symphonieorchester des Bayerischen Rundfunks, chef d'orchestre : Rafael Kubelík. Deutsche Grammophon 1966.

### Vidéo
- Katrin Gerstenberger, Andreas Daum, Markus Durst, Sven Ehrke, Mark Adler, Thomas Mehnert; Staatstheater Darmstadt; Regie: John Dew; chef d'orchestre: Stefan Blunier. Wergo 2010.